# Francisco de Paula Santander
Francisco de Paula Santander (ur. 2 kwietnia 1792 w Villa Rosario, zm. 6 maja 1840 w Bogocie) – kolumbijski wojskowy i polityk.

## Życiorys
Studiował prawo, ale w 1810 roku porzucił szkołę, aby wstąpić do wojsk niepodległościowych. W armii szybko awansował. Po porażce wojsk walczących o wolność Wenezueli uciekł przed hiszpańską kontrofensywą. Wrócił w 1819 jako generał brygady w armii Simóna Bolívara. Po utworzeniu Wielkiej Kolumbii został jej wiceprezydentem, sprawującym faktyczną władzę na obszarze Kolumbii.
Poglądy Santandera na temat kształtu państwa różniły się od stanowiska Bolivara, co zaczęło rodzić konflikt między nimi. W 1828 roku, po zamachu na Bolivara, Santander został aresztowany i skazany na śmierć. Wobec braku dowodów na jego udział w spisku, został ułaskawiony i wydalony z kraju. Wyjechał do Europy.
Po śmierci Bolivara i rozpadzie Wielkiej Kolumbii w 1830 roku, Santander wrócił z wygnania i objął urząd prezydenta nowo powstałej Republiki Nowej Granady. Niektórzy zwolennicy Bolivara mieli zastrzeżenia do jego osoby, co doprowadziło do próby nieudanego zamachu stanu przeprowadzonego przez generała José Sarda. Kadencja prezydenta Santandera trwała do 1837 roku, potem pełnił urząd senatora. Zmarł 6 maja 1840.